# Amphisbaena munoai
Amphisbaena munoai là một loài bò sát trong họ Amphisbaenidae. Loài này được Klappenbach mô tả khoa học đầu tiên năm 1960.